# 타라와급 강습상륙함

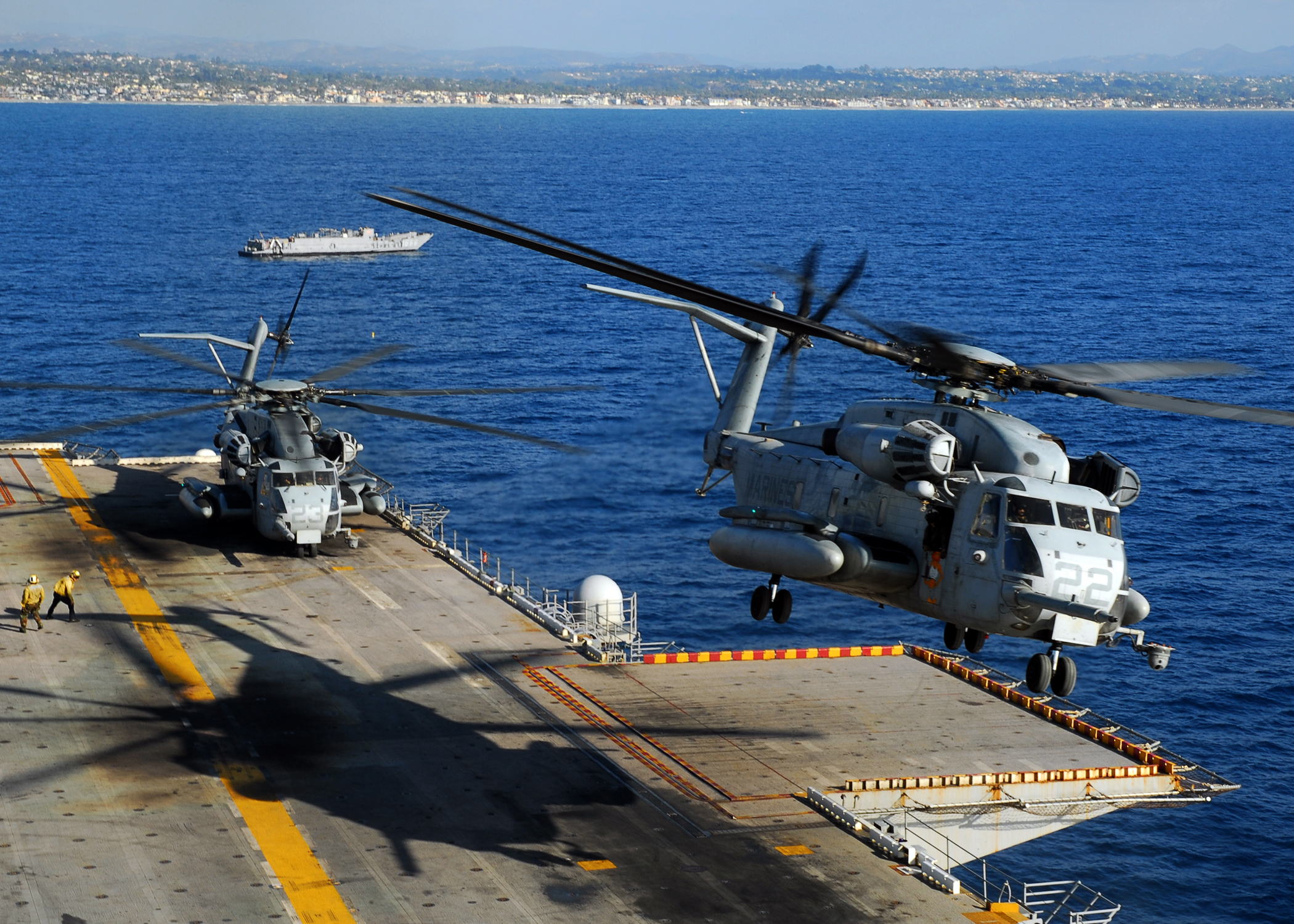
CH-53E 슈퍼스탤리온이 타라와급 강습상륙함에 착륙하고 있다

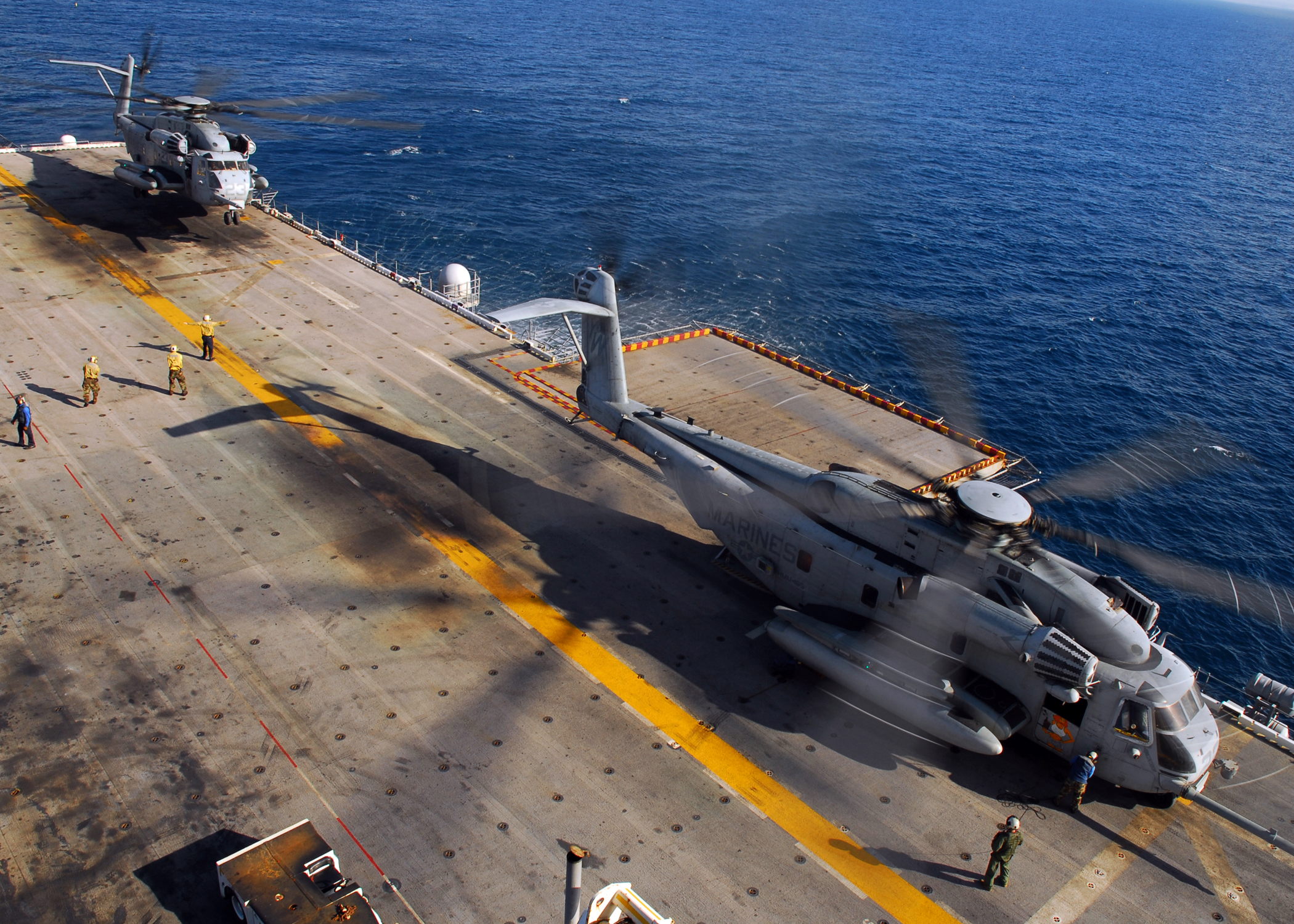
CH-53E 슈퍼스탤리온이 타라와급 강습상륙함에 착륙했다

타라와급 강습상륙함(Tarawa class amphibious assault ship)은 미국 해군의 강습상륙함이자 헬리콥터 모함이다.
5척 모두 미국 미시시피주의 최대 민간기업인 잉걸스 조선소에서 건조되었다.

## 함선 목록
- USS 타라와 (LHA-1) (퇴역), 캘리포니아주, 샌디애고
- USS 사이판 (LHA-2) (퇴역), 버지니아주, 노포크
- USS 벨로우드 (LHA-3) (퇴역), 캘리포니아주, 샌디애고
- USS 낫소 (LHA-4) (퇴역), 버지니아주, 노포크
- USS 펠렐리우 (LHA-5) (퇴역), 캘리포니아주, 샌디애고

## 같이 보기
- 와스프급 강습상륙함